# セフィオンテクト
セフィオンテクト（CeFiONtect）は、表面処理技術の一つであり、TOTOが特許を取得し、1999年から同社の大小便器、洗面器などの衛生陶器に使用されている。
釉薬を焼き上げ、100万分の1ミリメートル単位になめらかにし、イオンバリアを表面に付け、汚れをはね返すことができる。